# FDB-møbler
FDB-møbler er en dansk virksomhed etableret i 1942, hvor FDB oprettede et møbelkontor med Børge Mogensen som leder. Formålet var at skabe moderne kvalitetsmøbler til overkommelige priser. Missionen blev formuleret som at ”gamle tunge og upraktiske møbler skulle ud og erstattes med funktionalistiske møbler, der alle skulle være ”stilfærdige af ydre”, ”gode brugsgenstande” og uden ”dekoration for dekorationens skyld”.”
De første møbler kom på markedet i 1945 efter intensive salgskampagner, bl. a. gennem Samvirke og den 35 minutter lange reklamefilm En lys og lykkelig fremtid om det unge par, "der endelig, da de får øje på de smukke, enkle FDB-møbler, kan se frem til en lys og lykkelig fremtid."
Ved købet af Tarm Stole- og møbelfabrik i 1947 stræbte FDB efter at kontrollere produktionsprocessen gennem et nøje koordineret samarbejde mellem design, fremstilling, markedsføring og logistik.
Børge Mogensen fratrådte som leder i 1950. Blandt hans efterfølgere var Poul M. Volther, Ejvind A. Johansson og Jørgen Bækmark .
FDB lukkede møbelvirksomheden i 1980, men genoplivede den i 2013 med nye møbelserier kombineret med genfremstilling af nogle af succeserne fra tidligere.
Virksomheden har 9 butikker fordelt over hele landet, hvoraf 5 er beliggende på Sjælland, to på Fyn i Odense og Middelfart og to i Jylland, henholdsvis i Aarhus og Aalborg. Hovedkontoret er beliggende i Albertslund